# Gudlög
Gudlög también Gudlaugur Hemgestsson (nórdico antiguo: Guðlaugr, n. 463) fue un caudillo vikingo y rey de Hålogaland, Noruega en el siglo V. Su figura protohistórica aparece en la obra de Snorri Sturluson Heimskringla, especialmente en la saga Ynglinga y en el poema Háleygjatal del escaldo Eyvindr skáldaspillir. Gudlög era muy activo en expediciones de saqueo; durante una de ellas, mientras devastaba las costas de Dinamarca, se enfrentó a otra expedición vikinga liderados por el rey de los suecos Jorund y su hermano Eirík, pero fue apresado, desembarcando posteriormente en un lugar llamado Stromones y ejecutado en la horca por los suecos. Los supervivientes de su flota lo enterraron en un montículo:
| En Guðlaugr grimman tamdi við ofrkapp austrkonunga Sigars jó, er synir Yngva menglötuð við meið reiddu. Og náreiðr á nesi drúpir vingameiðr, þar er víkur deilir, þar er fjölkunnt um fylkis hreyr steini merkt, Straumeyjarnes. | Por el feroz orgullo del rey oriental, Gudlog debe cabalgar sobre el salvaje corcel El más salvaje caballo que nunca antes vio: El árbol de la horca. En Stromones creció el árbol, Donde el cadáver de Gudlog ondea en su rama. Un montículo se eleva sobre Stromo, Para contar la muerte del héroe galante. |  |

Años más tarde, Jorund ya había recuperado el trono sueco de las manos del usurpador Haki, pero siguió con sus expediciones vikingas y un verano mientras saqueaba Jutlandia (Dinamarca), se adentró en Limfjorden y amarró en Oddesund donde fue atacado por Gyllaug que casualmente era el hijo de Gudlög, y estaba apoyado con refuerzos locales que buscaban venganza por las embestidas suecas. Jorund fue superado, perdió la batalla y Gyllaug lo ejecutó de la misma forma que Jorund hizo con su padre, ahorcado.